# Копки (Татарстан)
Копки (тат. Купка) — село в Кукморском районе Республики Татарстан. Входит в состав Большесардекского сельского поселения.

## География
Село расположено в бассейне реки Бурец, в 16 км к северо-западу от города Кукмор.

## История
Известно с 1678 года. В XVIII — первой половине XIX века жители относились к категории государственных крестьян. Занимались земледелием, разведением скота, были распространены пчеловодство, валяльный, кружевной и веревочный промыслы. 
В XVIII—XIX веках в окрестностях села добывали торф и медь.
В «Списке населенных мест по сведениям 1859—1873 годов», изданном в 1876 году, населённый пункт упомянут как казённая деревня Копки 2-го стана Малмыжского уезда Вятской губернии. Располагалась при безымянном ключе, по правую сторону Елабужского почтового тракта, в 35 верстах от уездного города Малмыжа и в 22 верстах от становой квартиры в казённом селе Поляны (Вятские Поляны). В деревне, в 116 дворах жили 857 человек (431 мужчина и 426 женщин), была мечеть.
В 1870 году была построена мечеть (в 1930 г. здание передано начальной школе, в 1940 г. спилен минарет). В конце XIX века — вторая мечеть (в 1960 г. спилен минарет). В конце XIX века земельный надел сельской общины составлял 507 десятин.
До 1920 село входило в состав Кошкинской волости Малмыжского уезда Вятской губернии. С 1920 в составе Арского кантона ТАССР. С 10 августа 1930 года в Кукморском, с 1 февраля 1963 года в Сабинском, с 12 января 1965 года вновь Кукморском районах Татарской АССР.
В 1920 году в селе была организована артель по производству валяной обуви. В 1929 году в селе был организован колхоз, с 1994 года в составе объединения крестьянских хозяйств, с 2002 — сельскохозяйственный производственный кооператив, с 2007 — общества с ограниченной ответственностью.
В 1930—2012 годах действовала начальная школа, в 1959—1964 годах — почтовое отделение.
С декабря 1941 года по март 1942 года в селе размещался 15-й стрелковый полк 147-й стрелковой дивизии.

## Население
| 1859 | 1887 | 1905 | 1920 | 1926 | 1938 | 1949 | 1958 | 1970 | 1979 | 1989 | 2002 | 2010 | 2017 |
| ---- | ---- | ---- | ---- | ---- | ---- | ---- | ---- | ---- | ---- | ---- | ---- | ---- | ---- |
| 857  | 209  | 1085 | 1226 | 1137 | 959  | 680  | 608  | 583  | 548  | 487  | 483  | 526  | 522  |

Национальный состав села — татары.

## Экономика
Сельское хозяйство со специализацией на полеводстве, овцеводстве. Действуют общество с ограниченной ответственностью «Восток Агро» и крестьянские (фермерские) хозяйства. В 2018 году в селе был открыт мини-завод по переработке молока.

## Инфраструктура
Действуют детский сад (с 1930 г.), дом культуры (с 1930-х гг.), библиотека (с 1995 г.), фельдшерско-акушерский пункт (с 1956 г.).

## Религия
Мечеть (с 1994 г.), медресе (с 2012 г.).